# Église du Gesù (Frascati)
Pour les articles homonymes, voir Église du Gesù (homonymie).
L’église du Gesù (en italien : Chiesa del Gesù) est une église baroque de la ville Frascati située dans les monts albains de la région du Latium en Italie. Construite au XVIe siècle par les jésuites, elle est aujourd’hui, une simple chapelle publique sans être paroisse.

## Historique
Vers 1520 il se trouve une petite chapelle dédiée à la Vierge Marie, construite par Lucrèce della Rovere. Bientôt y est ajoutée à son côté une autre, dédiée à Sainte Marie-Madeleine. Vers 1554 une troisième est mise en chantier par la ‘Congrégation des nobles’, une association pieuse. Comme le voulait la coutume de l’époque, chaque association avait son oratoire. Par manque de fonds cet oratoire n’est pas achevé.
Les jésuites arrivent à Frascati en 1560. Ils y seront présents jusqu’à la suppression de la Compagnie en 1773. Les trois bâtiments leur sont confiés. En 1595, avec l’aide de la même ‘Congrégation des nobles’ ils décident de reconstruire une seule église à l’emplacement des trois chapelles. En 1597 le chantier est terminé et l’église, dédiée à  Sainte Marie de l’Annonciation est ouverte au culte.  L’église, un projet de l’architecte jésuite Giovanni de Rosis (1538-1610), est de dimension modeste : 17 mètres de long et 9 mètres de large.
En 1694 commencent des travaux d’agrandissement permis grâce à un généreux don laissé en testament par la princesse Olimpia Aldobrandini Pamphili. On fait appel à l’architecte Carlo Fontana. Son projet est trop coûteux. Le choix se porte sur un autre projet, celui de l’architecte jésuite Gregorio Castrichini. L’église est achevée en 1700.

## Architecture et patrimoine
- La façade est inspirée de l’église du Gesù de Rome. Dans les deux niches qui flanquent la porte d’entrée se trouvent les statues d'Ignace de Loyola et de François Borgia, les deux supérieurs généraux jésuites élevés sur les autels.
- Le plan de l’église est de croix latine avec nef unique. Sur les bas-côtés : deux chapelles sans profondeur dédiée à saint François Xavier (gauche) et Vincent Pallotti (droite). L’église a 35 mètres de long pour 18 de large au transept.
- Les chapelles du transept sont dédiées à François Borgia (gauche) et Saint Sébastien (droite). Une chapelle mariale, dédiée à la Madone Refugium peccatorum, se trouve à gauche du chœur.
- Une coupole en trompe-l'œil est l’œuvre de Andrea Pozzo (semblable à celle de l’église Saint-Ignace, à Rome)
- Tableaux : le frère jésuite et artiste Andrea Pozzo, contribua une Circoncision de Jésus (Datum est nomen Iesus) qui surplombe le maître autel, et un Jésus au Temple.

## Personnalités
- Saint Vincent Pallotti, qui avait une grande dévotion pour la Madone ‘Refugium peccatorum’, célébra sa première messe dans l’église du Gesù (16 mai 1818).